# Chuang Chia-Chia
Chuang Chia-Chia (14 de mayo de 1989) es una deportista taiwanesa que compite en taekwondo.
ganadora de dos medallas en el Campeonato Mundial de Taekwondo en los años 2013 y 2015, y cuatro medallas en el Campeonato Asiático de Taekwondo entre los años 2010 y 2016. En los Juegos Asiáticos de 2014 consiguió una medalla de bronce.

## Palmarés internacional
| Representando a China Taipéi |                              |                   |           |
| Campeonato Mundial           |                              |                   |           |
| Año                          | Lugar                        | Medalla           | Categoría |
| 2013                         | Puebla (México)              | Medalla de plata  | –67 kg    |
| 2015                         | Cheliábinsk (Rusia)          | Medalla de oro    | –67 kg    |
| Juegos Asiáticos             |                              |                   |           |
| Año                          | Lugar                        | Medalla           | Categoría |
| 2014                         | Incheon (Corea del Sur)      | Medalla de bronce | –62 kg    |
| Campeonato Asiático          |                              |                   |           |
| Año                          | Lugar                        | Medalla           | Categoría |
| 2010                         | Astaná (Kazajistán)          | Medalla de bronce | –67 kg    |
| 2012                         | Ciudad Ho Chi Minh (Vietnam) | Medalla de plata  | –62 kg    |
| 2014                         | Taskent (Uzbekistán)         | Medalla de oro    | –62 kg    |
| 2016                         | Pásay (Filipinas)            | Medalla de oro    | –67 kg    |